# Szpirovói járás

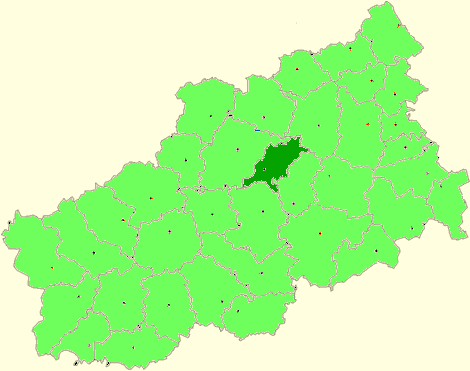
A Szpirovói járás a Tveri területen

A Szpirovói járás (oroszul Спировский район) Oroszország egyik járása a Tveri területen. Székhelye Szpirovo.

## Népesség
- 1989-ben 15 412 lakosa volt.
- 2002-ben 13 805 lakosa volt.
- 2010-ben 12 203 lakosa volt, melyből 10 159 orosz, 978 karjalai, 193 csecsen, 131 avar, 99 ukrán, 79 cigány, 34 fehérorosz, 31 grúz, 28 csuvas, 28 tatár, 18 moldáv, 18 örmény, 17 mari, 11 oszét stb.